# Dschafar an-Numairi

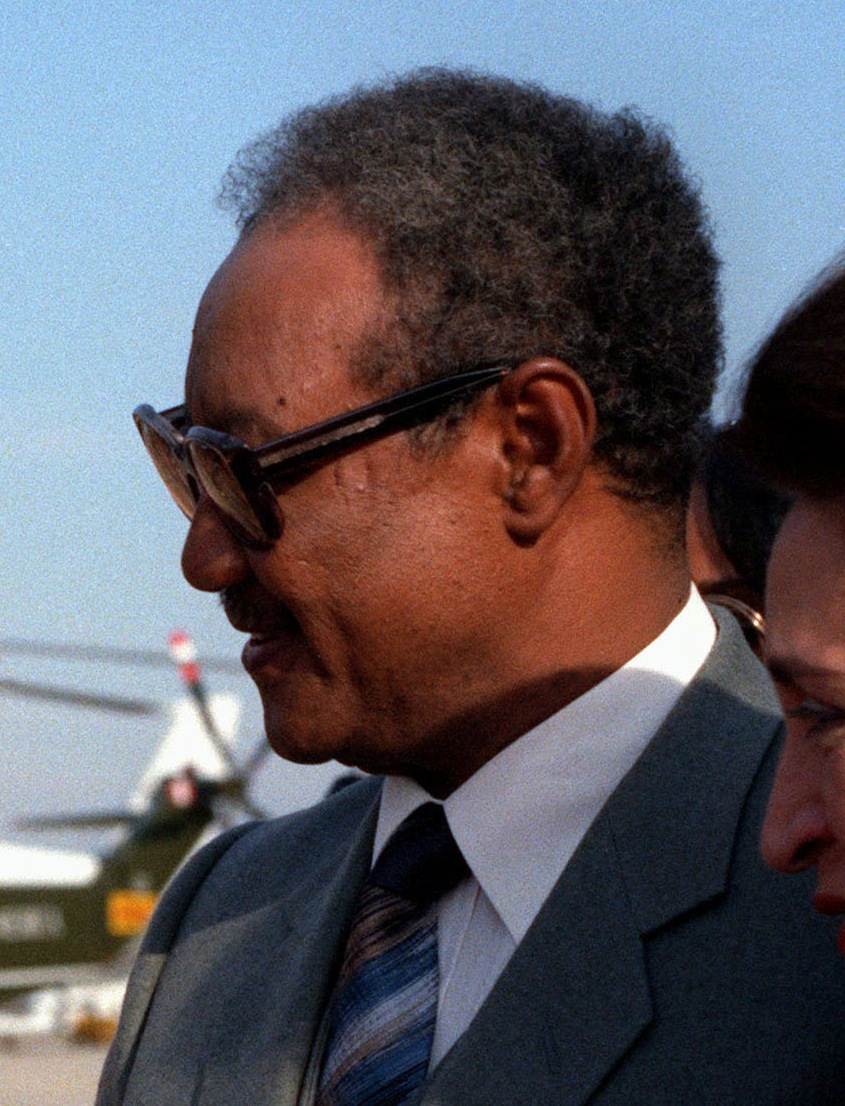
Dschafar Muhammad an-Numairi, 1981

Dschafar Muhammad an-Numairi (arabisch جعفر محمد النميري, DMG Ǧaʿfar Muḥammad an-Numayrī; * 1. Januar 1930 in Omdurman; † 30. Mai 2009 in Khartum) war ein sudanesischer Politiker. 1970/71 war er Premierminister und von 1971 bis 1985 Staatspräsident.
An-Numairi war der Sohn eines Briefträgers und Urenkel des Stammesführers der Wad-Numairi-Region in Dungula. 1952 schloss er das sudanische Militärcollege ab, wo er stark von den Ideen von Gamal Abdel Nassers 1949 gegründeter Bewegung der freien Offiziere, die im Juli 1952 durch einen Putsch in Ägypten an die Macht kam, beeinflusst wurde. 1966 schloss er das United States Army Command College in Fort Leavenworth (Kansas) ab. Drei Jahre später half er, einen Militärputsch gegen die Zivilregierung von Ismail al-Azhari zu führen und ernannte sich anschließend zum Premierminister Sudans. Er nutzte seine Position, um einige sozialistische und panarabische Reformen durchzuführen.
Nachdem er im Jahr zuvor einen Umsturzversuch von Sadiq al-Mahdi noch überstanden hatte, wurde an-Numairi 1971 durch einen kommunistischen Putsch von Hashim al-Atta, Babiker an-Nur Osman und Faruk Osman Hamdallah zunächst entmachtet, kurz darauf aber wieder in sein Amt eingesetzt. Später im selben Jahr wurde er zum Präsidenten gewählt. Es gelang ihm 1972, einen 17 Jahre andauernden Bürgerkrieg zwischen dem Norden und Süden des Landes mit dem Addis-Abeba-Abkommen zu beenden.
Im März 1980 überstand an-Numairi auch einen Putschversuch durch fünf Armeeoffiziere, die festgenommen wurden. Er beschuldigte daraufhin die Sowjetunion und Syrien der Unterstützung des Putsches und bot ab Juni den USA die Benutzung militärischer Einrichtungen im Sudan an. Am 26. Juni 1980 kam es zudem zum Abbruch der diplomatischen Beziehungen zu Libyen.
1981 begann er eine dramatische Umwandlung zu einer islamistischen Regierung. Im September 1983 unterzeichnete er ein Gesetz, mit dem die Scharia im ganzen Land eingeführt wurde. Die Auflösung der südsudanesischen Regierung, die eine klare Verletzung des Addis-Abeba-Abkommens darstellte, ließ den Bürgerkrieg wieder aufflammen. 1985 bewilligte er die Hinrichtung des friedlichen politischen Dissidenten und muslimischen Reformers Mahmud Muhammad Taha, der zuerst in den 1960ern während der Regierung Ismail al-Azharis wegen religiösen Aufruhrs angeklagt worden war, und erklärte ihn zum Apostaten. Wenig später wurde an-Numairi durch einen Militärputsch abgesetzt.
Er lebte von 1985 bis 1999 im Exil in Ägypten und kehrte danach in den Sudan zurück. Zuletzt war er ein Mitglied der Nationalen Kongresspartei.
In der DDR wurde er 1970 mit dem Stern der Völkerfreundschaft in Gold ausgezeichnet.